# Garth Jennings
Garth Jennings (Londres, 4 de marzo de 1972) es un director, productor, guionista,actor y actor de voz británico, reconocido por haber dirigido las películas The Hitchhiker's Guide to the Galaxy, Son of Rambow, Sing y Sing 2. Es uno de los fundadores de la compañía de producción cinematográfica Hammer & Tongs.

## Filmografía

### Como director
| Año  | Título                               | Director | Guionista | Productor | Notas |
| ---- | ------------------------------------ | -------- | --------- | --------- | ----- |
| 2005 | The Hitchhiker's Guide to the Galaxy | Sí       |           |           |       |
| 2007 | Son of Rambow                        | Sí       | Sí        |           |       |
| 2011 | Radiohead: Lotus Flower              | Sí       |           | Sí        |       |
| 2013 | Atoms for Peace: Ingenue             | Sí       |           |           |       |
| 2016 | Sing                                 | Sí       | Sí        |           |       |
| 2018 | Madame                               | Sí       | Sí        | Sí        | Corto |
| 2021 | Sing 2                               | Sí       | Sí        |           |       |

### Como actor
| Año  | Título                                     | Papel           | Notas |
| ---- | ------------------------------------------ | --------------- | ----- |
| 2004 | Shaun of the Dead                          | Zombie          |       |
| 2005 | The Hitchhiker's Guide to the Galaxy       | Frankie Mouse   | Voz   |
| 2007 | Hot Fuzz                                   | Adicto al crack |       |
| 2009 | Fantastic Mr. Fox                          | Hijo de Bean    | Voz   |
| 2013 | The World's End                            |                 |       |
| 2016 | Sing                                       | Señora Crawly   | Voz   |
| 2016 | Come Together: A Fashion Picture in Motion | Fritz           | Corto |
| 2017 | Love at First Sight                        | Señora Crawly   | Voz   |
| 2019 | The Secret Life of Pets 2                  | Hámster         | Voz   |
| 2021 | Sing 2                                     | Señora Crawly   | Voz   |